# 曼努埃爾米爾 (加利福尼亞州)
曼努埃爾米爾（英語：Manuel Mill）是位於美國加利福尼亞州卡拉韋拉斯縣的一個非建制地區。該地的面積和人口皆未知。

## 地理
曼努埃爾米爾的座標為38°15′40″N 120°21′40″W / 38.26111°N 120.36111°W，而該地的平均海拔高度為1143米（即3750英尺）。